# Angol Mois
Angol Mois (comúnmente Moi's) (アンゴル＝モア, Angol Mois?). Personaje de la popular serie de televisión y manga Sargento Keroro. Procede del planeta Angol, y aunque llama a Keroro "tío" (Oji-sama), es simplemente un apodo cariñoso. Está secretamente enamorada de él, haciendo lo que sea para ayudarle y que esté feliz. Es la "reina del terror" y llegó a la Tierra para destruirla en cumplimiento de una profecía. La profecía dictaba que llegaría a la Tierra en julio de 1999, pero llegó con 500 años de antelación y se echó a dormir. En el anime no se despierta a tiempo, por eso llega con cinco años de retraso. Al final, por orden de Keroro, no destruye la Tierr. Va disfrazada de pokopense, disfraz que tomó al copiar a una joven llamada Asami, que era karateka, mientras defendía a sus amigos en una pelea. Aun así, en su forma original es muy parecida a los humanos. Tiene un móvil que se transforma en la "vara de Satánas" en los primeros episodios y en la "lanza de Lucifer" en el resto, y con ella puede realizar el ataque definitivo, la "Técnica Suprema Angol: Armaggedon", desde plena potencia a millonésimas partes de poder, aunque puede multiplicar la potencia real. También tiene la técnica "Dark Armaggedon", mucho más potente que el "Armaggedon"
Tiene una sonrisa con la que hace polvo a Tamama, quien siempre le intenta engañar porque le cae muy mal y siempre está con Keroro. Además, debido a su amabilidad e inocencia, siempre abate a Kururu, que no puede soportar eso. Cuando habla, usa mucho la muletilla "o sea" y detrás de ella siempre alguna frase hecha, debido a que es un poco "fresa". En su tiempo libre, después de ayudar a Keroro con las tareas domésticas, se dedica a recopilar información y estudiar la superficie de la Tierra y sus placas tectónicas para hallar el punto exacto donde debe golpear para partir al planeta en dos mitades iguales.

## Padre
En un capítulo apareció su padre, que pretendía destruir la Tierra y llevaba una vestimenta parecida a la suya. Una de las cosas que dijo, como su hija también dice a menudo, fue "¿Nos quiere ayudar, señor Keroro? O sea, la unión hace la fuerza". Él y Keroro se llevan muy bien, y gracias a que Keroro le convenció, su hija Mois no destruyó la Tierra.